# Nideckie Podlasie
Nideckie Podlasie – przysiółek wsi Bulowice w Polsce, położony w województwie małopolskim, w powiecie oświęcimskim, w gminie Kęty.
W latach 1975–1998 przysiółek należał administracyjnie do województwa bielskiego.